# Monastère de la Visitation de Nevers
Pour les articles homonymes, voir Monastère de la Visitation (homonymie).
Le monastère de la Visitation est un monastère catholique de l'Ordre de la Visitation situé à Nevers dans la Nièvre.

## Localisation
Le monastère est situé 49 route des Saulaies à Nevers dans le département de la Nièvre.

## Histoire
Le monastère de la Visitation de Nevers est premièrement fondé le 25 août 1616 à Moulins (dans l'actuel département de l'Allier), par la vénérable Jeanne-Charlotte de Bréchard. C'est le troisième de l'Ordre de la Visitation, qui avait pris naissance à Annecy en 1610 sous l'impulsion de saint François de Sales et de sainte Jeanne de Chantal. Fermé pendant la Révolution, le monastère est restauré à La Charité-sur-Loire en 1818, puis à Nevers en 1854. Exilé en Belgique en 1908, il est de retour à Nevers en 1935 sur la colline des Montapins, et installé par la suite dans des locaux plus petits situés au bord de la Loire.

## Le message de François de Sales
François de Sales voulait, selon son expression, « donner à Dieu des Filles d'oraison », qui trouvent dans cette rencontre personnelle et profonde avec Lui, la source de leur dynamisme et de toute leur raison d'être.

## Architecture
La chapelle est adossée au roc de la falaise dans un ancien pressoir. Les souvenirs de Jeanne de Chantal, fondatrice de l'Ordre, qui mourut au monastère de Moulins le 13 décembre 1641 au cours d'un voyage, sont conservés dans le monastère. Le sentier du Ver-Vert, un chemin de promenade nommé en souvenir du « perroquet dévôt » des sœurs visitandines, héros du poème de Jean-Baptiste Gresset, Vert-Vert ou les voyages du perroquet de la Visitation de Nevers, longe la Loire à proximité du monastère.

Vues du monastère et des alentours
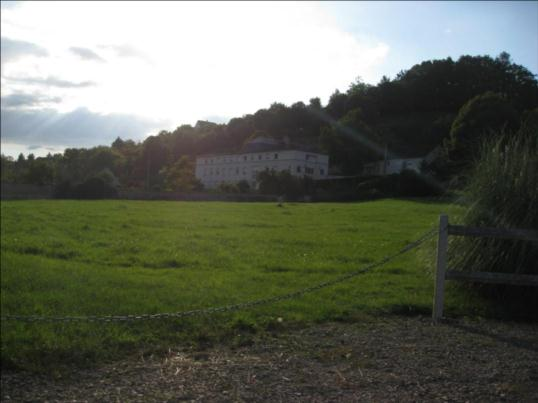
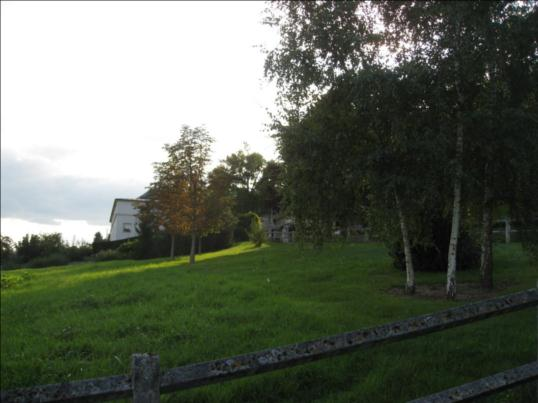
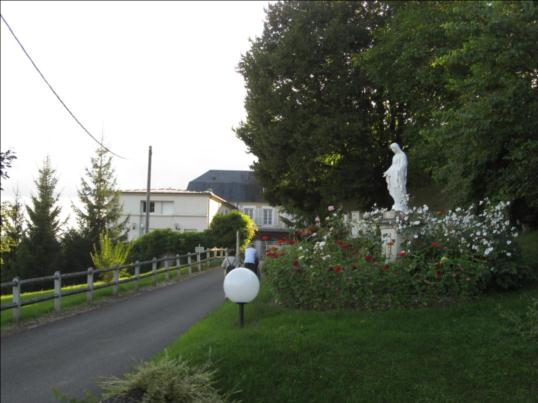
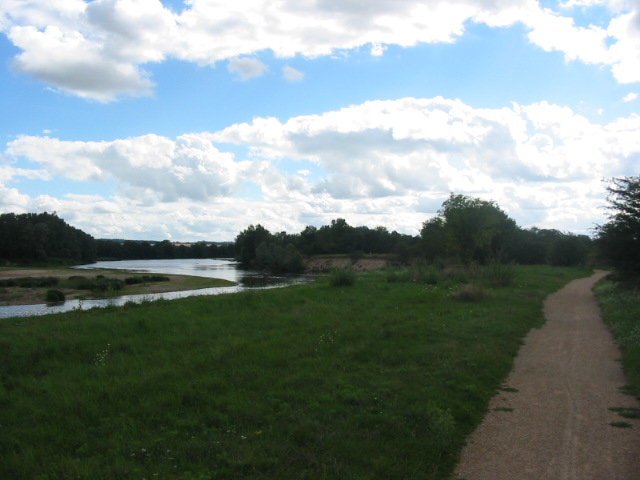